# Anthophora orientalis
Anthophora orientalis là một loài Hymenoptera trong họ Apidae. Loài này được Morawitz mô tả khoa học năm 1877.